# Умбілікарія
Умблікарія (Umbilicaria) — рід лишайників родини умбілікарієві (Umbilicariaceae). Назва вперше опублікована 1789 року.

## Будова
Талом листуватий, у вигляді великих, широких листоподібних пластинок, згори зазвичай пузирчасто-бугорчастий, знизу із заглибленнями. Апотеції з гладеньким диском, можуть бути потріскані, але завжди без канавок і центрального стовбчика. Талом може бути монофільним (складається з однієї цільної пластинки) чи поліфільним (складається з однієї чи кількох нижніх пластинок і верхніх листових пластин, що ростуть у вигляді квітки троянди, групуючись навколо центру).

## Поширення та середовище існування
Зростає на камінні.

## Практичне використання
Деякі види (Umbilicaria esculenta) вживаються у їжу в Азії. Називаються ші'єр (石耳 «кам'яне вухо») у китайській кухні, іватаке (岩茸 «кам'яний гриб») у японській кухні та сеогі (석이버섯) у корейській кухні.

## Цікаві факти
Представник цього роду (Umbilicaria aprina) може жити в екстремальних умовах найсухішого місця на планеті Сухих долин в Антарктиді, де річні атмосферні опади становлять менше 100 мм, а середня температура повітря становить −19.8 °C.

## Галерея

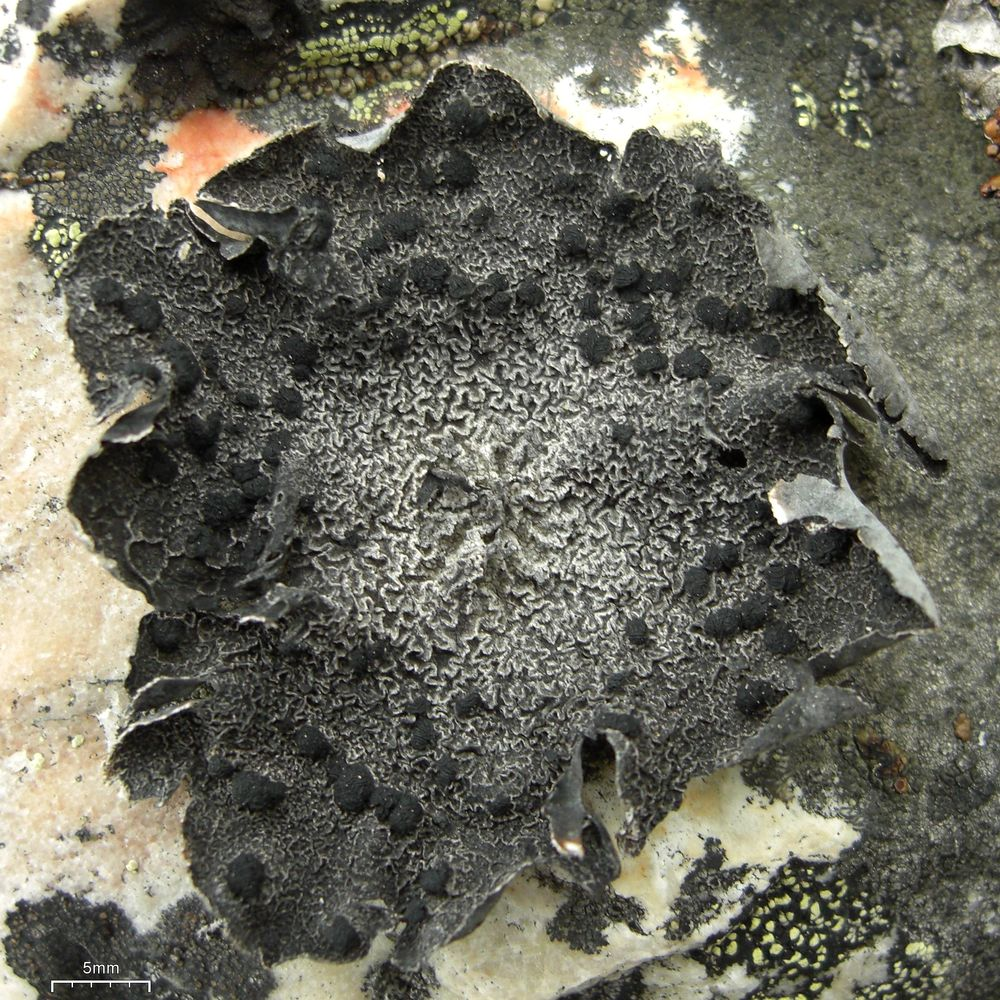
Umbilicaria krascheninnikovii
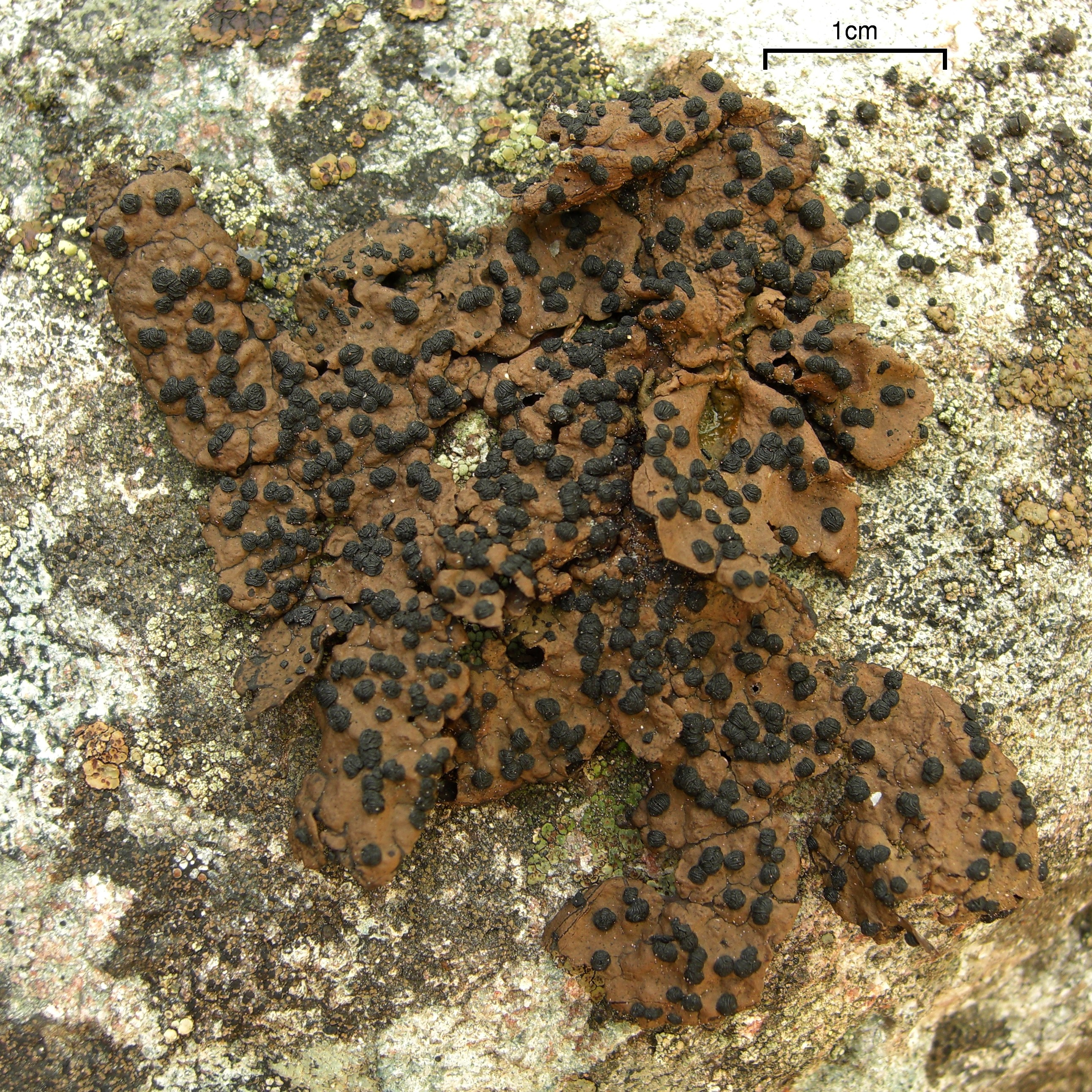
Umbilicaria hyperborea
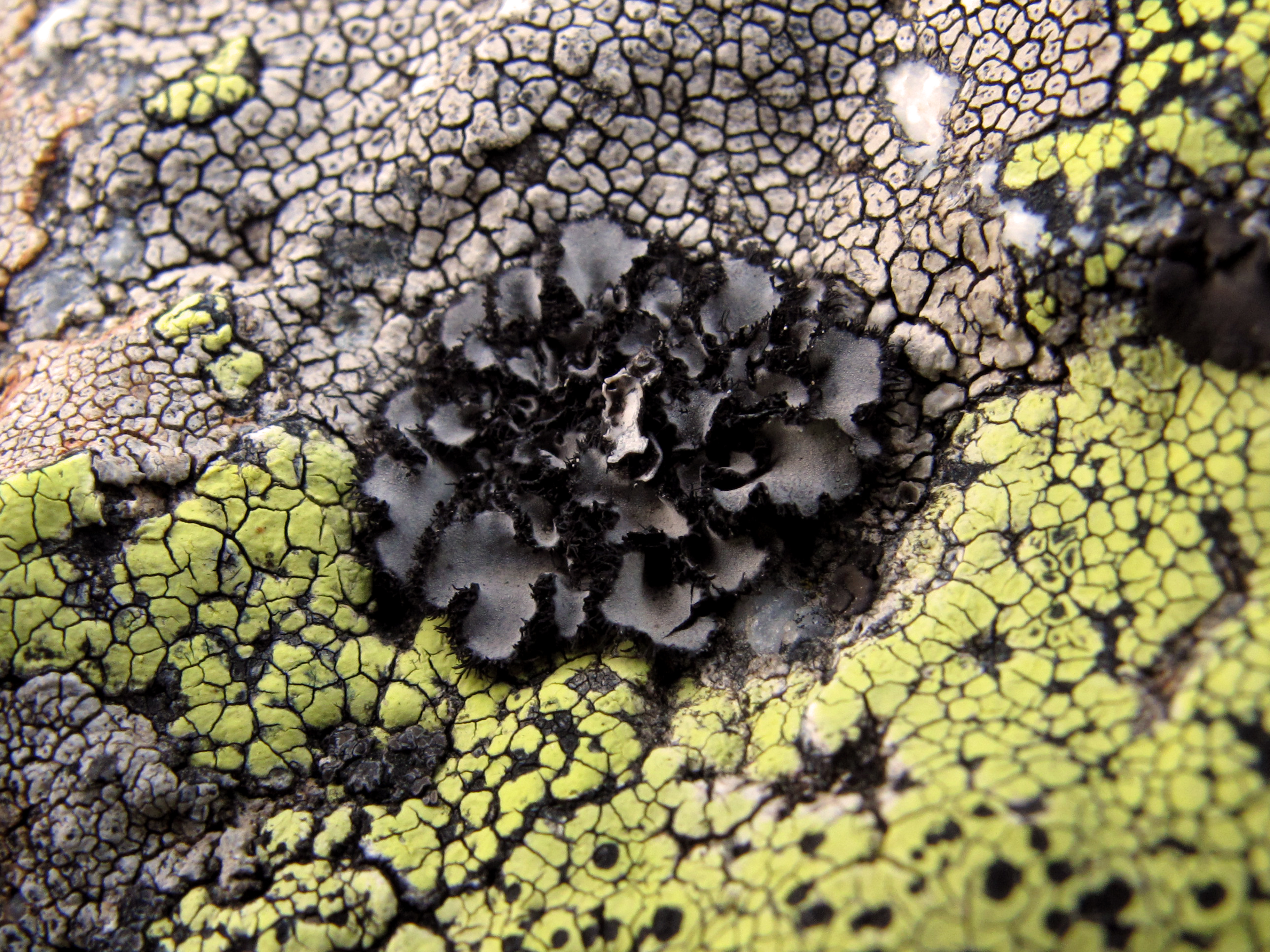
Umbilicaria cylindrica
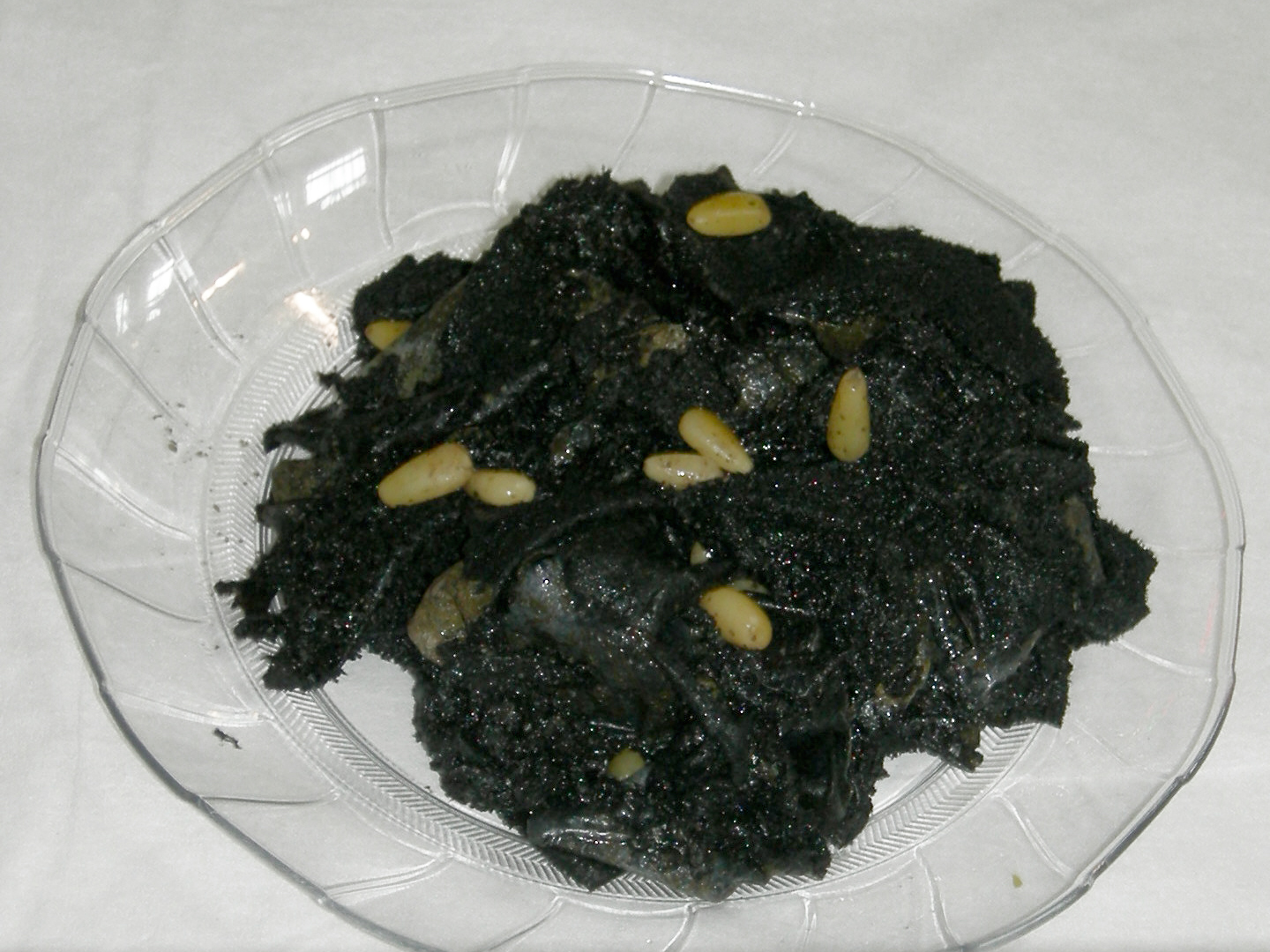
Корейська страва зі смаженого Umbilicaria esculenta.

## Види
База даних Species Fungorum станом на 13.10.2019 налічує 35 видів роду Umbilicaria:
- Umbilicaria aprina Nyl., 1869
- Umbilicaria arctica (Ach.) Nyl., 1859
- Umbilicaria crustulosa (Ach.) Lamy, 1879
- Umbilicaria cylindrica var.cylindrica (L.) Delise, 1830
- Umbilicaria daliensis (J.C.Wei) Davydov, Peršoh & Rambold, 2017
- Umbilicaria decussata (Vill.) Zahlbr., 1932
- Umbilicaria deusta (L.) Baumg., 1790
- Umbilicaria dura McCune, 2018
- Umbilicaria esculenta (Miyoshi) Minks, 1900
- Umbilicaria hirsuta (Sw. ex Westr.) Ach., 1794
- Umbilicaria hispanica (Frey) Davydov, Peršoh & Rambold, 2017
- Umbilicaria hyperborea (Ach.) Hoffm., 1796
- Umbilicaria iberica Sancho & Krzew., 2009
- Umbilicaria isidiosa Krzew., 2009
- Umbilicaria maculata Krzew., M.P.Martín & M.A.García, 2009
- Umbilicaria muhlenbergii (Ach.) Tuck., 1845
- Umbilicaria multistrata McCune, 2018
- Umbilicaria murihikuana D.J.Galloway & Sancho, 2005
- Umbilicaria nodulospora McCune, Di Meglio & M.J.Curtis, 2014
- Umbilicaria nylanderiana (Zahlbr.) H.Magn., 1937
- Umbilicaria polyphylla (L.) Baumg., 1790
- Umbilicaria polyrrhiza (L.) Fr., 1825
- Umbilicaria proboscidea (L.) Schrad., 1794
- Umbilicaria propagulifera (Vain.) Llano, 1950
- Umbilicaria pulvinaria (Savicz) Frey, 1931
- Umbilicaria rhizinata (Frey & Poelt) Krzew., 2010
- Umbilicaria rigida (Du Rietz) Frey, 1931
- Umbilicaria robusta (Llano) D.J.Galloway & Sancho, 2005
- Umbilicaria sinorientalis (J.C.Wei) Davydov, Peršoh & Rambold, 2017
- Umbilicaria spodochroa Ehrh. ex Hoffm., 1796
- Umbilicaria subglabra (Nyl.) Harm., 1910
- Umbilicaria torrefacta (Lightf.) Schrad., 1794
- Umbilicaria vellea (L.) Ach., 1794
- Umbilicaria virginis Schrad., 1841
- Umbilicaria xizangensis (J.C.Wei & Y.M.Jiang) Davydov, Peršoh & Rambold, 2017